# Naim Süleymanoğlu
Naim Süleymanoğlu (23. ledna 1967, Ptičar, Bulharsko – 18. listopadu 2017, bulharsky Наим Сюлейманов) byl turecký vzpěrač. Byl trojnásobným olympijským vítězem, sedminásobným mistrem světa a šestačtyřicetkrát zlepšil světový rekord.
Měřil 147 cm a vážil okolo 60 kg, měl přezdívku Kapesní Herkules. Byl nejlepším vzpěračem všech dob podle Sinclairova koeficientu: jako jediný na světě vzepřel v trhu dvaapůlnásobek svojí váhy a je jedním ze sedmi lidí, kteří v nadhozu vzepřeli trojnásobek svojí váhy.
Byl turecké národnosti. Za Bulharsko vyhrál mistrovství světa v letech 1983 a 1985, na OH 1984 kvůli bulharskému bojkotu nestartoval. Když zahájil Todor Živkov program pobulharšťování turecké menšiny, musel přijmout nové jméno Naum Šalamanov. V prosinci 1986 na závodech v Austrálii emigroval a požádal o turecké občanství. Turci zaplatili Bulharům jeden a čtvrt milionu dolarů, aby mohl Süleymanoğlu reprezentovat svoji novou vlast už na olympiádě v Soulu. Vyhrál v osobním rekordu v dvojboji 342,5 kg a olympijské prvenství dvakrát zopakoval. Za své výkony obdržel Olympijský řád.
Byl příznivcem Nacionálně činné strany, za kterou neúspěšně kandidoval na starostu istanbulské čtvrti Büyükçekmece.
Dne 18. listopadu 2017  zemřel kvůli selhání jater, která mu byla transplantována 6. října téhož roku.